# Copa Antim
La Copa Antim es un torneo de rugby disputado entre las selecciones de Georgia y la de Rumania. 
Su primera edición fue en 2002 coronando por primera vez a la selección de Rumania luego de vencer 31 a 23 a Georgia en Tbilisi.
Se disputa anualmente en el Rugby Europe Championship.

## Ediciones
| Edición | Año     | Ganador | Resultado        |
| ------- | ------- | ------- | ---------------- |
| I       | 2002    | Rumania | 31-23            |
| II      | 2003    | Rumania | 19-6             |
| III     | 2004    | Rumania | 25-18            |
| IV      | 2005    | Georgia | 20-13            |
| V       | 2006    | Rumania | 35-10            |
| VI      | 2007    | Georgia | 20-17            |
| VII     | 2008    | Georgia | 22-7             |
| VIII    | 2009    | Georgia | 28-23            |
| IX      | 2010    | Rumania | 22-10            |
| X       | 2011    | Georgia | 18-11            |
| XI      | 2012    | Georgia | 19-13            |
| XII     | 2013    | Georgia | 9-9 (lo retiene) |
| XIII    | 2014    | Georgia | 22-9             |
| XIV     | 2015    | Georgia | 15-6             |
| XV      | 2016    | Georgia | 38-9             |
| XVI     | 2017    | Rumania | 8-7              |
| XVII    | 2018    | Georgia | 25-16            |
| XVIII   | 2019    | Georgia | 9-18             |
| XIX     | 2020    | Georgia | 41-13            |
| XX      | 2021    | Georgia | 28-17            |
| XXI     | 2022    | Georgia | 23-26            |
| XXII    | 2023-I  | Georgia | 31-7             |
| XXII    | 2023-II | Georgia | 56-6             |
| XXIV    | 2024    | Georgia | 43-5             |
| XXV     | 2025    | Georgia | 43-5             |

## Palmarés
| Georgia | 19 Trofeos | 2005, 2007, 2008, 2009, 2011, 2012, 2013, 2014, 2015, 2016, 2018, 2019, 2020, 2021, 2022, 2023-I, 2023-II, 2024, 2025 |
| Rumania | 6 Trofeos  | 2002, 2003, 2004, 2006, 2010, 2017                                                                                    |

Nota: El trofeo 2025 es el último torneo considerado